# A Vendvidék népi építészete

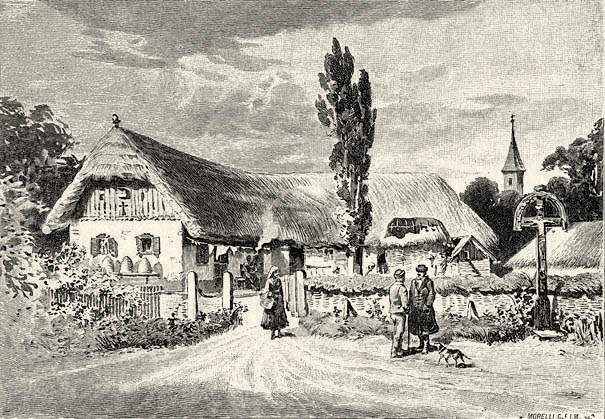
Bellosics Bálint rajza egy 19. századi vendvidéki házról. Két oldalról kerített ház, méhkasok, útszéli kereszt és a távolban templom.

A Vendvidék népi építészete az az építészeti stílus, ami a második világháború előtt jellemezte a Vendvidéket, amelybe lakóházaktól elkezdve szakrális építmények (templomok, útszéli keresztek) is beletartoznak.

Az itteni építészet számos rokon vonást mutat az Őrség építészetével is. A legrégibb parasztházak nagyon fontos alapanyaga a fa volt, ugyanis a házak fala egymásra rakott fagerendákból épült, amelyre agyagot döngöltek.

Két fontos háztípus jellemző a Vendvidékre a döngölt falú házak és a boronafalú házak.

A legrégibb házak helyiségeit belülről nem kötötték össze ajtók, hanem minden helyiségbe a tornácról kellett bemenniük az embereknek. A berendezés is egészen egyedi sajátosságokat mutatott.
A háztető alapanyaga a zsúp volt, mely jó hőszigetelőnek bizonyult, egyetlen hátránya, hogy könnyen gyulladt és a rágcsálók sok kárt tettek benne.

Házilag vetett téglából épült házak már a 19. században jelentkeztek a Vendvidéken, de általánossá csak az 1930-as években váltak. Napjainkban az ilyen típusú műemlék tégla is háttérbe kezd szorulni.

A téglamegjelenése agyagcseréptetők is megjelentek, amelyek tartósabbnak és jobbnak bizonyultak, mint a zsúpszalma. A cserepek készítésénél nagy szerep jutott a fazekasoknak, akik a vidéken nagy számban dolgoztak, köszönhető mindez a Vendvidék által nyújtott agyagnak is.
A házak mérete, külső megjelenése és más egyéb tulajdonságai a család vagyoni állapotára is következtetni engednek. A tornácok oszlopainak száma az egyik legjobb példa erre. A három-, vagy négyoszlopos tornác eléggé módos állapotra enged következtetni.
A másik igencsak fontos jellemző a vendvidéki építkezéseknél, hogy a szlovén családok házneveket is kapnak, aminek oka, hogy elég gyakori számos családnév még ma is ezen a vidéken.
Szakrális építkezést tekintve, négy templom található a Vendvidéken, Szakonyfaluban, Felsőszölnökön, Apátistvánfalván és Alsószölnökön, de belesorolhatóak a rábakethelyi és szentgotthárdi kegyhelyek is. A szentgotthárdi és apátistvánfalvai templomok a legnagyobb, egyben a legszebb vallási építészeti alkotások. A rábakethelyi és felsőszölnöki a két a legidősebb.

## Történeti áttekintés
A Vendvidék mai területén a 12. század végétől a szentgotthárdi ciszterci apátság uralkodott. A birtokot III. Béla királytól kapta az apátság, amely Franciaországból érkezett. Betelepülésének idején a vidék néptelen volt, erdős, mocsaras, bozótos rengeteg borította.

A telepítések és a kemény munka révén néhány helyen kiirtották az erdőt és kiszárították a vizenyős talajt, Az így nyert talajt aztán feltörték, azaz eltávolították a földművelést akadályozó dolgokat (köveket, fatuskókat).

Eleinte csak majorokat építettek, amik telepek gyanánt szolgáltak az elvadult területek megművelésére. A majorok helyét előzetesen megállapították, mert nem volt mindegy milyen területen helyezkednek el. A távolabb levő birtokrészeken csak később épültek majorok, amik idővel falvakká váltak, miután lakóinak száma a további telepítések és születések révén megnőtt.
A 19. század előtti építkezésekről leírást csak nagyon keveset, vagy szinte semmit nem találunk, így napjainkban nehéz rekonstruálni az építkezés menetét. Nemesnépi Zakál György is csak szűkszavúan beszél az Őrség házairól is: „A Házok szerte széllyel vannak szorva, és fel osztatnak hat szerekre.”
A 19. század század második felében Ljubljanából érkezett Magyarországra Anton Trstenjak, aki részletes utirajzába külön fejezetet szentel az itteni szlovénség népi építészetéről. Művében beszámol, hogy mennyire régi tradícióra megy vissza az építészet, amely mint külön ipar számos embert foglalkoztat. Az alap kiásása után az így nyert földből sarat csinálnak amibe szalmát és egy „majorja” nevű száraz rőszeszerű fűfélét kevernek, amit aztán vasvillával dagasztanak és vernek fel. Ez lesz a ház fő építőanyaga. A ház sarokkövének négy árkot ásnak ki, ahol vályogolással (cocajo) húzzák fel a falat. Az árokban rétegesen húzzák fel a vályogot. Egy réteg lassan szárad, úgy két-három hetet vesz igénybe. A száradás után további rétegeket húznak fel, s úgy kell száradniuk, hogy az előző réteghez jól tapadjanak. Mindig annyi réteget húznak fel, amekkora magas falat akarnak, ez helyenként változó. Amikor elkészül a fal, akkor a kőműves malterozza (zmajtriva), ezzel megpuhítja a száraz, durva falat, utána lemeszelik. Ez a folyamat már az első évben befejeződik, de van úgy, hogy két-három évbe is beletelik a ház építése.

Trstenjak megjegyzi, hogy a Vendvidék alsó részein, a Mura közelében nagyon eltér az emberek vagyoni helyzete a felső vidékektől, ami megmutatkozik a házakon.

| „ | A ház a jólét, avagy szegénység szemtanúja, minden tényező ettől függ. A Vendvidék felső része, az a dombos rész, ahol figyelemre méltóan változik az alsó vidéktől kiindulva a Mura mentén. Az alsó vidéken, szép, takaros és rendezett házak vannak, a felső vidéken már a szegénység van jelen. Istvánfalva környékén csak néhány kőház van. | ” |
|   | |   |

A házak többségét kémény nélkülinek írja le, ami nem egyedi jelenség, ugyanis az Őrségben, sőt Krajnában (mint Novo mesto) is jelen voltak a kéménynélküli házak.

## Településszerkezeti jellemzők

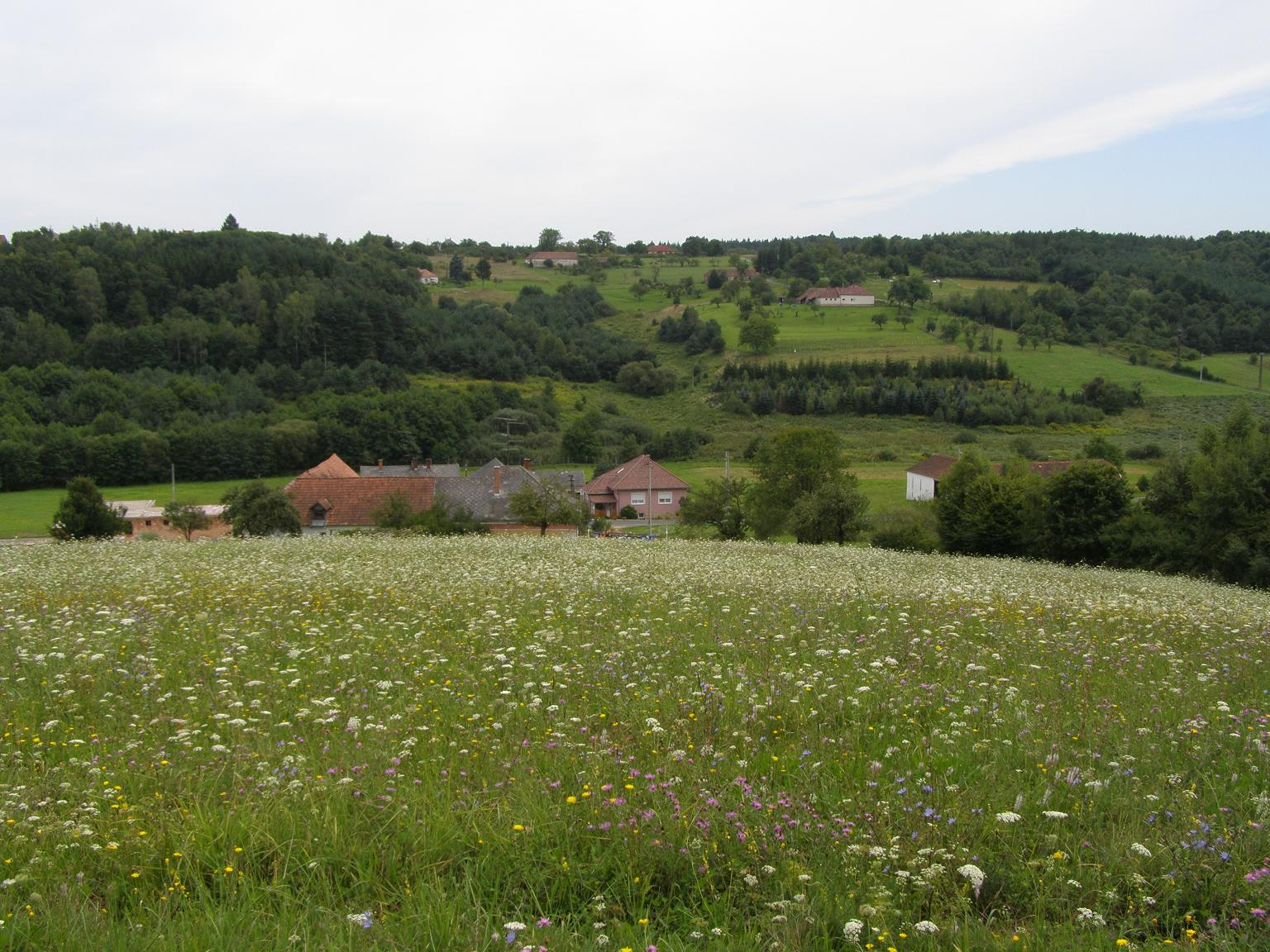
Újbalázsfalva 2010-ben

A Vendvidéken Magyarországon egyedülálló módon egy nagyon jellegzetes településforma, a szórványtelepülés található meg. Ez nem a vidék minden részét jellemzi. A szórványtelepülés legfőbb sajátossága, hogy egy dombot, csupán egy, esetleg két ház foglal el. Mind az őrségi szeres és a vendvidéki szórványtelepülésről elmondható, hogy tipikusan alpokaljai dombvidéki telepek.
A szórványosan egymás szomszédságában álló házak alkotnak egy csoportot, amelyek viselhetik az adott dűlő nevét, amelynek környékén állnak. A egyes dűlőneveket a térképeken magyarosítva találunk meg, mint Kétvölgyön a Malínya dűlő Málnás néven olvasható, de a jelenlegi térképek is megőriztek jópár szláv nevet, mint Apátistvánfalván a Malüe,[forrás?] vagy Felsőszölnökön a Zseleboj.

A házcsoportokat vend nyelven krošeo-nak nevezik, amely magyarul körülbelül annyit tesz kerület.
A szórványtelepülés forma főként Orfalu, Szakonyfalu, Kétvölgy községekre jellemző. A nagyobb falvakban Felsőszölnökön, Alsószölnökön és Apátistvánfalván csak részlegesen mondható mindez el, mert ott a falu egy részét az őrségihez hasonló szerek foglalják el. Rábatótfaluban a házak többségében szorosan egymás mellett állnak a lakóépületek.
Az ilyen települések egy utcásak. Szigorú rendbe sorakozó telkeikkel szabályos faluformát alkotnak. Amelyik család még foglalkozik földműveléssel, annak háza táján ma is látni körülölelő szántókat és kaszált réteket, melyeknek határai erdők, esetleg patakok.

## Galéria

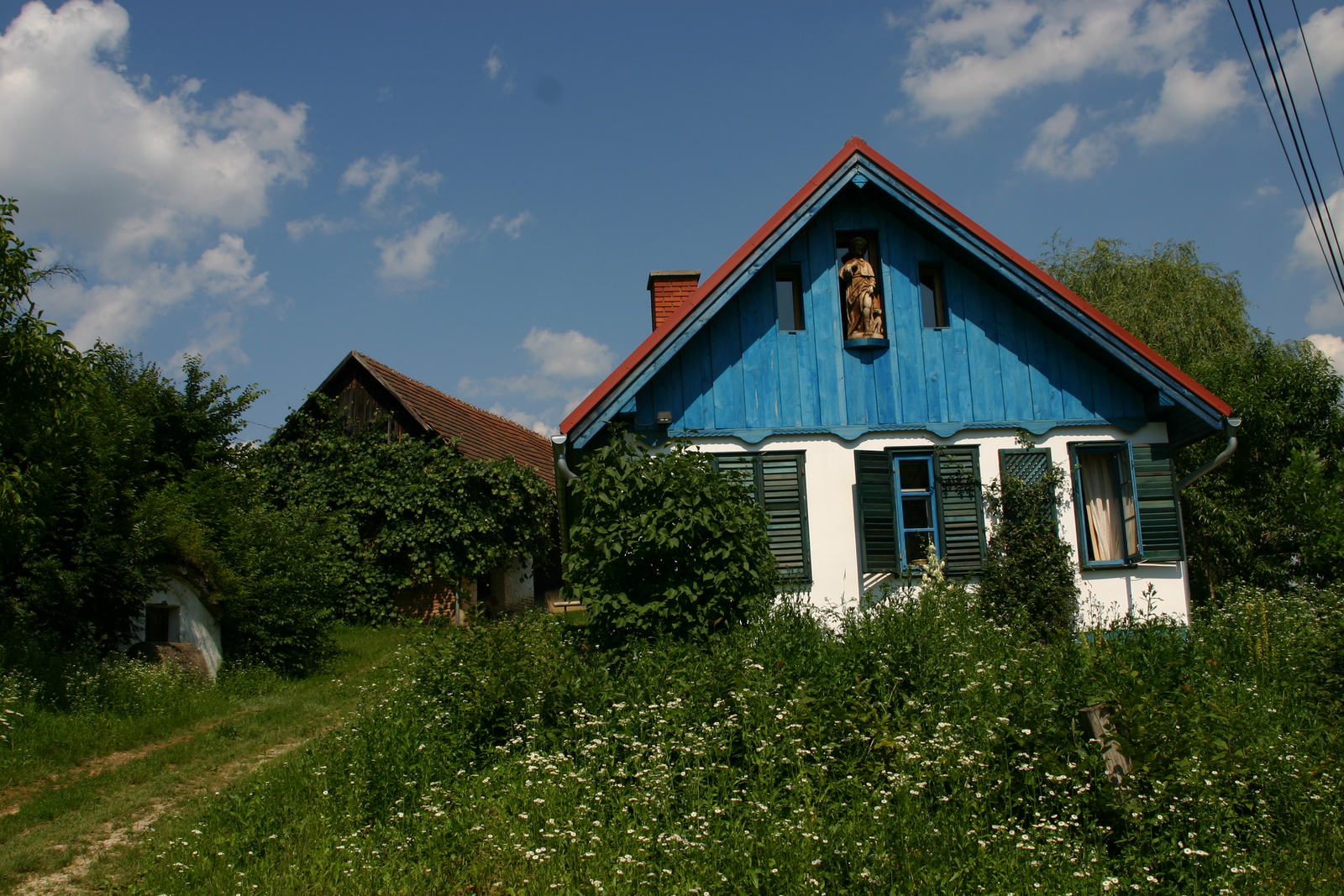
Felsőszölnöki régi ház 2005-ben
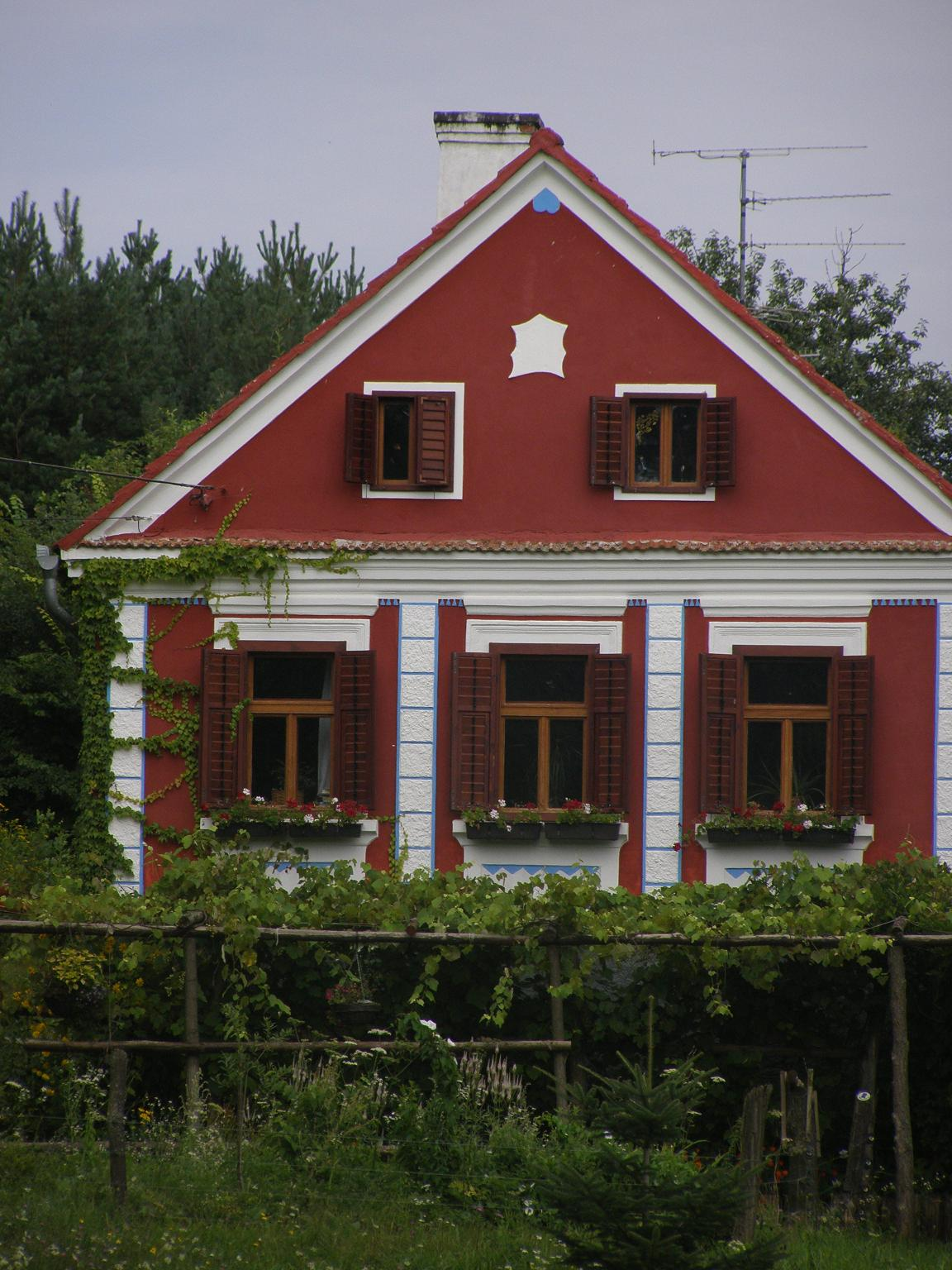
Orfalui régi ház 2009-ben
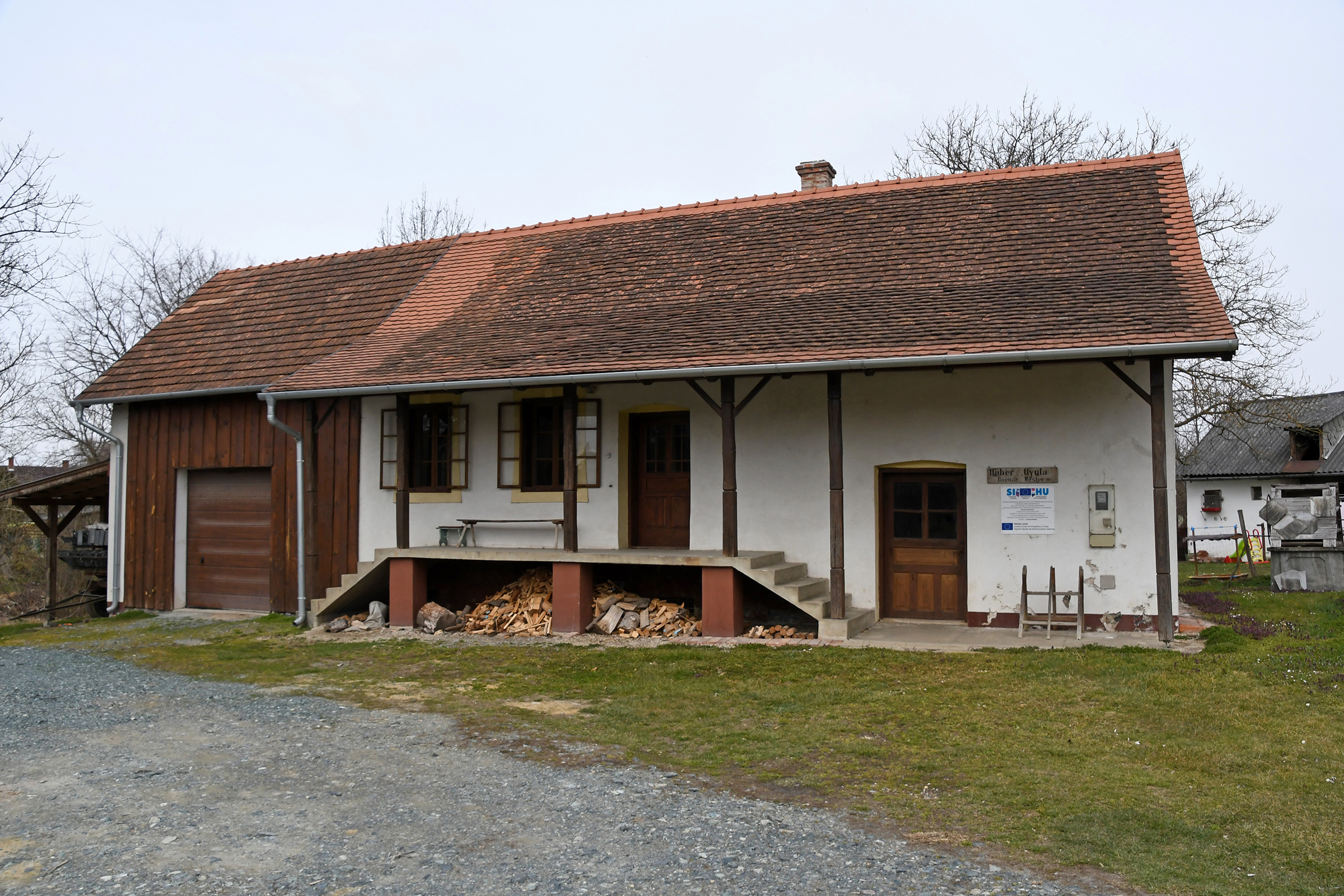
Alsószölnöki bognárház 2021-ben